# Municipio de Liberty (condado de Fairfield)
El municipio de Liberty (en inglés: Liberty Township) es un municipio ubicado en el condado de Fairfield en el estado estadounidense de Ohio. En el año 2010 tenía una población de 7916 habitantes y una densidad poblacional de 60,73 personas por km².

## Geografía
El municipio de Liberty se encuentra ubicado en las coordenadas 39°52′25″N 82°38′38″O / 39.87361, -82.64389. Según la Oficina del Censo de los Estados Unidos, el municipio tiene una superficie total de 130.36 km², de la cual 130,36 km² corresponden a tierra firme y (0 %) 0 km² es agua.

## Demografía
Según el censo de 2010, había 7916 personas residiendo en el municipio de Liberty. La densidad de población era de 60,73 hab./km². De los 7916 habitantes, el municipio de Liberty estaba compuesto por el 97,22 % blancos, el 0,71 % eran afroamericanos, el 0,16 % eran amerindios, el 0,43 % eran asiáticos, el 0,16 % eran de otras razas y el 1,31 % eran de una mezcla de razas. Del total de la población el 0,75 % eran hispanos o latinos de cualquier raza.